# Saison 2019-2020 des Clippers de Los Angeles
La saison 2019-2020 des Clippers de Los Angeles est la 50e saison de la franchise en National Basketball Association (NBA) et la 36e saison à Los Angeles.
Durant l'intersaison 2019, la franchise a été capable de récupérer deux stars, telles que Kawhi Leonard et Paul George afin de renforcer leur effectif, qui devient alors prétendant pour le titre NBA en début de saison.
Durant la saison, l'équipe fait l'objet de controverse avec l'utilisation du "load management", consistant à reposer au maximum les leaders de l'équipe, en prévention de blessures. Ils arrivent tout de même à terminer second de la conférence Ouest. Leonard est sélectionné au NBA All-Star Game 2020 et est même élu MVP du match. À l'issue de la saison régulière, Montrezl Harrell remporte le titre de NBA Sixth Man of the Year, succédant à son coéquipier Lou Williams, lui même prétendant au titre.
La saison a été suspendue par les officiels de la ligue après les matchs du 11 mars  après l'annonce que Rudy Gobert était positif au COVID-19. Le 12 mars 2020, le président de la ligue Adam Silver annonce que le championnat est arrêté pour "au moins 30 jours". La franchise reprend la saison régulière le 31 juillet 2020, à Orlando.
Lors des playoffs, l'équipe mène 3-1 face aux Nuggets de Denver en demi-finale de conférence, mais ne parvient pas à remporter leur quatrième match. Les Clippers s'inclinent au terme du septième match, ce qui entraîne le licenciement de Doc Rivers à son poste d'entraîneur.

## Draft
| Tour | Choix | Joueur       | Poste | Nationalité | Provenance                 |
| ---- | ----- | ------------ | ----- | ----------- | -------------------------- |
| 2    | 48    | Terance Mann | SF    | États-Unis  | Seminoles de Florida State |
| 2    | 56    | Jaylen Hands | PG    | États-Unis  | Bruins d'UCLA              |

## Matchs

### Summer League
| Summer League Total: 3-2 |

| Match | Date match | Équipe      | Score   | Meilleur marqueur      | Meilleur rebondeur     | Meilleur passeur     | Lieux Spectateurs    | Série |
| ----- | ---------- | ----------- | ------- | ---------------------- | ---------------------- | -------------------- | -------------------- | ----- |
| 1     | 6 juillet  | L.A. Lakers | V 93-87 | Mfiondu Kabengele (21) | Mfiondu Kabengele (10) | David Michineau (5)  | Thomas & Mack Center | 1 - 0 |
| 2     | 7 juillet  | Memphis     | D 75-87 | Mfiondu Kabengele (19) | Terance Mann (14)      | Terance Mann (4)     | Thomas & Mack Center | 1 - 1 |
| 3     | 9 juillet  | Washington  | V 90-72 | Justin Robinson (17)   | Terance Mann (11)      | Terance Mann (9)     | Thomas & Mack Center | 2 - 1 |
| 4     | 11 juillet | Sacramento  | V 83-80 | Amir Coffey (19)       | Coffey, Kabengele (9)  | Amir Coffey (6)      | Cox Pavilion         | 3 - 1 |
| 5     | 12 juillet | Indiana     | D 75-86 | Oshae Brissett (18)    | Robert Carter (8)      | Tramaine Isabell (8) | Thomas & Mack Center | 3 - 2 |

### Pré-saison
| Pré-saison Total: 2-3 (Domicile : 2-3; Extérieur : 0-0) |

| Match | Date match | Équipe           | Score     | Meilleur marqueur     | Meilleur rebondeur   | Meilleur passeur     | Lieux               | Série |
| ----- | ---------- | ---------------- | --------- | --------------------- | -------------------- | -------------------- | ------------------- | ----- |
| 1     | 4 octobre  | Houston          | D 96-109  | Montrezl Harrell (17) | Terance Mann (9)     | Derrick Walton (5)   | Stan Sheriff Center | 0 - 1 |
| 2     | 6 octobre  | Shanghai Sharks  | V 127-87  | Maurice Harkless (16) | Motley, Zubac (7)    | Robinson, Shamet (8) | Stan Sheriff Center | 1 - 1 |
| 3     | 10 octobre | Denver           | D 91-111  | Montrezl Harrell (15) | Montrezl Harrell (7) | Kawhi Leonard (6)    | Staples Center      | 1 - 2 |
| 4     | 13 octobre | Melbourne United | V 118-100 | Montrezl Harrell (22) | Ivica Zubac (8)      | Louis Williams (7)   | Staples Center      | 2 - 2 |
| 5     | 17 octobre | Dallas           | D 87-102  | Montrezl Harrell (14) | Maurice Harkless (9) | Jerome Robinson (6)  | Rogers Arena        | 2 - 3 |

### Matchs de préparation à Orlando avant la reprise de la saison régulière
| Matchs de préparation Total: 2-1 |

| Match | Date match | Équipe     | Score     | Meilleur marqueur      | Meilleur rebondeur  | Meilleur passeur   | Lieux          | Série |
| ----- | ---------- | ---------- | --------- | ---------------------- | ------------------- | ------------------ | -------------- | ----- |
| 1     | 22 juillet | Orlando    | V 99-90   | Lou Williams (22)      | JaMychal Green (8)  | JaMychal Green (4) | The Arena      | 1 - 0 |
| 2     | 25 juillet | Washington | V 105-100 | Patrick Patterson (16) | JaMychal Green (10) | Joakim Noah (5)    | HP Field House | 2 - 0 |
| 3     | 27 juillet | Sacramento | D 102-106 | Paul George (19)       | Quatre joueurs (6)  | Reggie Jackson (5) | The Arena      | 2 - 1 |

### Saison régulière
| Saison régulière Total: 49-23 (Domicile : 27-9; Extérieur : 22-14) |

| Match | Date match | Équipe         | Score     | Meilleur marqueur     | Meilleur rebondeur    | Meilleur passeur       | Lieux                      | Série |
| ----- | ---------- | -------------- | --------- | --------------------- | --------------------- | ---------------------- | -------------------------- | ----- |
| 1     | 22 octobre | L.A. Lakers    | V 102-112 | Kawhi Leonard (30)    | Patrick Beverley (10) | Lou Williams (7)       | Staples Center             | 1 - 0 |
| 2     | 24 octobre | @ Golden State | V 141-122 | Lou Williams (22)     | Ivica Zubac (10)      | Kawhi Leonard (9)      | Chase Center               | 2 - 0 |
| 3     | 26 octobre | @ Phoenix      | D 122-130 | Montrezl Harrell (28) | Kawhi Leonard (8)     | Kawhi Leonard (10)     | Talking Stick Resort Arena | 2 - 1 |
| 4     | 28 octobre | Charlotte      | V 111-96  | Kawhi Leonard (30)    | Harrell, Leonard (7)  | Kawhi Leonard (6)      | Staples Center             | 3 - 1 |
| 5     | 30 octobre | @ Utah         | D 96-110  | Lou Williams (24)     | Green, Zubac (8)      | Terance Mann (5)       | Vivint Smart Home Arena    | 3 - 2 |
| 6     | 31 octobre | San Antonio    | V 103-97  | Kawhi Leonard (38)    | Kawhi Leonard (12)    | Beverley, Williams (5) | Staples Center             | 4 - 2 |

| Match | Date match  | Équipe             | Score          | Meilleur marqueur      | Meilleur rebondeur    | Meilleur passeur      | Lieux                    | Série  |
| ----- | ----------- | ------------------ | -------------- | ---------------------- | --------------------- | --------------------- | ------------------------ | ------ |
| 7     | 3 novembre  | Utah               | V 105-94       | Kawhi Leonard (30)     | Beverley, Zubac (9)   | Trois joueurs (3)     | Staples Center           | 5 - 2  |
| 8     | 6 novembre  | Milwaukee          | D 124-129      | Harrell, Williams (34) | Montrezl Harrell (13) | Lou Williams (11)     | Staples Center           | 5 - 3  |
| 9     | 7 novembre  | Portland           | V 107-101      | Kawhi Leonard (27)     | Leonard, Zubac (13)   | Lou Williams (8)      | Staples Center           | 6 - 3  |
| 10    | 11 novembre | Toronto            | V 98-88        | Lou Williams (21)      | Beverley, Green (12)  | Kawhi Leonard (9)     | Staples Center           | 7 - 3  |
| 11    | 13 novembre | @ Houston          | D 93-102       | Kawhi Leonard (26)     | JaMychal Green (14)   | Kawhi Leonard (7)     | Toyota Center            | 7 - 4  |
| 12    | 14 novembre | @ Nouvelle-Orléans | D 127-132      | Paul George (33)       | Paul George (9)       | Lou Williams (9)      | Smoothie King Center     | 7 - 5  |
| 13    | 16 novembre | Atlanta            | V 150-101      | Paul George (37)       | Green, Zubac (9)      | Terance Mann (8)      | Staples Center           | 8 - 5  |
| 14    | 18 novembre | Oklahoma City      | V 90-88        | Montrezl Harrell (28)  | Montrezl Harrell (12) | Lou Williams (9)      | Staples Center           | 9 - 5  |
| 15    | 20 novembre | Boston             | V 107-104 (OT) | Lou Williams (27)      | Patrick Beverley (16) | Paul George (8)       | Staples Center           | 10 - 5 |
| 16    | 22 novembre | Houston            | V 122-119      | Lou Williams (26)      | JaMychal Green (9)    | Lou Williams (8)      | Staples Center           | 11 - 5 |
| 17    | 24 novembre | Nouvelle-Orléans   | V 134-109      | Montrezl Harrell (34)  | Montrezl Harrell (12) | Kawhi Leonard (6)     | Staples Center           | 12 - 5 |
| 18    | 26 novembre | @ Dallas           | V 114-99       | Kawhi Leonard (28)     | Green, Leonard (8)    | Lou Williams (6)      | American Airlines Center | 13 - 5 |
| 19    | 27 novembre | @ Memphis          | V 121-119      | Harrell, Williams (24) | Montrezl Harrell (10) | Lou Williams (13)     | FedExForum               | 14 - 5 |
| 20    | 29 novembre | @ San Antonio      | D 97-107       | Kawhi Leonard (19)     | George, Green (8)     | Leonard, Williams (7) | AT&T Center              | 14 - 6 |

| Match | Date match  | Équipe          | Score     | Meilleur marqueur     | Meilleur rebondeur    | Meilleur passeur     | Lieux                   | Série   |
| ----- | ----------- | --------------- | --------- | --------------------- | --------------------- | -------------------- | ----------------------- | ------- |
| 21    | 2 décembre  | Washington      | V 150-125 | Kawhi Leonard (34)    | Montrezl Harrell (15) | Lou Williams (8)     | Staples Center          | 15 - 6  |
| 22    | 4 décembre  | Portland        | V 117-97  | Montrezl Harrell (26) | Harrell, Leonard (9)  | Lou Williams (7)     | Staples Center          | 16 - 6  |
| 23    | 7 décembre  | @ Milwaukee     | D 91-119  | Kawhi Leonard (17)    | Ivica Zubac (12)      | Kawhi Leonard (4)    | Fiserv Forum            | 16 - 7  |
| 24    | 9 décembre  | @ Washington    | V 135-119 | Kawhi Leonard (34)    | Kawhi Leonard (11)    | George, Williams (6) | Capital One Arena       | 17 - 7  |
| 25    | 10 décembre | @ Indiana       | V 110-99  | Paul George (36)      | Maurice Harkless (14) | Lou Williams (6)     | Bankers Life Fieldhouse | 18 - 7  |
| 26    | 12 décembre | @ Toronto       | V 112-92  | Kawhi Leonard (23)    | Ivica Zubac (8)       | Lou Williams (8)     | Scotiabank Arena        | 19 - 7  |
| 27    | 13 décembre | @ Minnesota     | V 124-117 | Paul George (46)      | Kawhi Leonard (11)    | Paul George (7)      | Target Center           | 20 - 7  |
| 28    | 15 décembre | @ Chicago       | D 106-109 | Montrezl Harrell (30) | Montrezl Harrell (7)  | Paul George (6)      | United Center           | 20 - 8  |
| 29    | 17 décembre | Phoenix         | V 120-99  | Paul George (24)      | Rodney McGruder (11)  | Lou Williams (8)     | Staples Center          | 21 - 8  |
| 30    | 20 décembre | Houston         | D 117-122 | Paul George (34)      | George, Leonard (9)   | Patrick Beverley (7) | Staples Center          | 21 - 9  |
| 31    | 21 décembre | @ San Antonio   | V 134-109 | Kawhi Leonard (26)    | Montrezl Harrell (8)  | Kawhi Leonard (9)    | AT&T Center             | 22 - 9  |
| 32    | 22 décembre | @ Oklahoma City | D 112-118 | Lou Williams (22)     | Harrell, Zubac (8)    | Lou Williams (7)     | Chesapeake Energy Arena | 22 - 10 |
| 33    | 25 décembre | @ L.A. Lakers   | V 111-106 | Kawhi Leonard (35)    | Kawhi Leonard (12)    | Lou Williams (7)     | Staples Center          | 23 - 10 |
| 34    | 28 décembre | Utah            | D 107-120 | Paul George (20)      | Ivica Zubac (12)      | Lou Williams (9)     | Staples Center          | 23 - 11 |
| 35    | 31 décembre | @ Sacramento    | V 105-87  | Kawhi Leonard (24)    | Ivica Zubac (13)      | Paul George (9)      | Golden 1 Center         | 24 - 11 |

| Match                                               | Date match | Équipe                | Score     | Meilleur marqueur     | Meilleur rebondeur    | Meilleur passeur       | Lieux                    | Série   |
| --------------------------------------------------- | ---------- | --------------------- | --------- | --------------------- | --------------------- | ---------------------- | ------------------------ | ------- |
| 36                                                  | 2 janvier  | Détroit               | V 126-112 | Montrezl Harrell (23) | JaMychal Green (11)   | Trois joueurs (5)      | Staples Center           | 25 - 11 |
| 37                                                  | 4 janvier  | Memphis               | D 114-140 | Montrezl Harrell (28) | Ivica Zubac (11)      | Lou Williams (7)       | Staples Center           | 25 - 12 |
| 38                                                  | 5 janvier  | New York              | V 135-132 | Montrezl Harrell (34) | JaMychal Green (10)   | Lou Williams (9)       | Staples Center           | 26 - 12 |
| 39                                                  | 10 janvier | Golden State          | V 109-100 | Kawhi Leonard (36)    | Patrick Beverley (11) | Patrick Beverley (9)   | Staples Center           | 27 - 12 |
| 40                                                  | 12 janvier | @ Denver              | D 104-114 | Kawhi Leonard (30)    | Ivica Zubac (9)       | Patrick Beverley (7)   | Pepsi Center             | 27 - 13 |
| 41                                                  | 14 janvier | Cleveland             | V 128-103 | Kawhi Leonard (43)    | Maurice Harkless (11) | Patrick Beverley (9)   | Staples Center           | 28 - 13 |
| 42                                                  | 16 janvier | Orlando               | V 122-95  | Kawhi Leonard (32)    | JaMychal Green (13)   | Patrick Beverley (7)   | Staples Center           | 29 - 13 |
| 43                                                  | 18 janvier | @ La Nouvelle-Orléans | V 133-130 | Kawhi Leonard (39)    | Beverley, Leonard (6) | Beverley, Leonard (6)  | Smoothie King Center     | 30 - 13 |
| 44                                                  | 21 janvier | @ Dallas              | V 110-107 | Kawhi Leonard (36)    | Kawhi Leonard (11)    | Beverley, Williams (4) | American Airlines Center | 31 - 13 |
| 45                                                  | 22 janvier | @ Atlanta             | D 95-102  | Montrezl Harrell (30) | Montrezl Harrell (7)  | Lou Williams (7)       | State Farm Arena         | 31 - 14 |
| 46                                                  | 24 janvier | @ Miami               | V 122-117 | Kawhi Leonard (33)    | Montrezl Harrell (11) | Kawhi Leonard (10)     | American Airlines Arena  | 32 - 14 |
| 47                                                  | 26 janvier | @ Orlando             | V 112-97  | Kawhi Leonard (31)    | Kawhi Leonard (14)    | Kawhi Leonard (7)      | Amway Center             | 33 - 14 |
| -                                                   | Reporté*   | @ L.A. Lakers         |           |                       |                       |                        | Staples Center           | -       |
| 48                                                  | 30 janvier | Sacramento            | D 103-124 | Lou Williams (22)     | Ivica Zubac (10)      | Lou Williams (6)       | Staples Center           | 33 - 15 |
| * Match reporté à la suite du décès de Kobe Bryant. |            |                       |           |                       |                       |                        |                          |         |

| Match                  | Date match  | Équipe         | Score           | Meilleur marqueur  | Meilleur rebondeur    | Meilleur passeur      | Lieux                      | Série   |
| ---------------------- | ----------- | -------------- | --------------- | ------------------ | --------------------- | --------------------- | -------------------------- | ------- |
| 49                     | 1er février | Minnesota      | V 118-106       | Kawhi Leonard (31) | Ivica Zubac (10)      | Lou Williams (6)      | Staples Center             | 34 - 15 |
| 50                     | 3 février   | San Antonio    | V 108-105       | Kawhi Leonard (22) | Paul George (12)      | Paul George (8)       | Staples Center             | 35 - 15 |
| 51                     | 5 février   | Miami          | V 128-111       | Paul George (23)   | Ivica Zubac (8)       | Paul George (10)      | Staples Center             | 36 - 15 |
| 52                     | 8 février   | @ Minnesota    | D 115-142       | Kawhi Leonard (29) | Ivica Zubac (8)       | Mann, Williams (5)    | Target Center              | 36 - 16 |
| 53                     | 9 février   | @ Cleveland    | V 133-92        | Lou Williams (25)  | Montrezl Harrell (9)  | Trois joueurs (4)     | Rocket Mortgage FieldHouse | 37 - 16 |
| 54                     | 11 février  | @ Philadelphie | D 103-110       | Kawhi Leonard (30) | Paul George (12)      | Kawhi Leonard (9)     | Wells Fargo Center         | 37 - 17 |
| 55                     | 13 février  | @ Boston       | D 133-141 (2OT) | Lou Williams (35)  | Montrezl Harrell (13) | Lou Williams (8)      | TD Garden                  | 37 - 18 |
| NBA All-Star Game 2020 |             |                |                 |                    |                       |                       |                            |         |
| 56                     | 22 février  | Sacramento     | D 103-112       | Kawhi Leonard (31) | Ivica Zubac (15)      | Kawhi Leonard (5)     | Staples Center             | 37 - 19 |
| 57                     | 24 février  | Memphis        | V 124-97        | Kawhi Leonard (25) | Ivica Zubac (10)      | Jackson, Williams (6) | Staples Center             | 38 - 19 |
| 58                     | 26 février  | @ Phoenix      | V 102-92        | Kawhi Leonard (24) | Kawhi Leonard (14)    | Kawhi Leonard (5)     | Talking Stick Resort Arena | 39 - 19 |
| 59                     | 28 février  | Denver         | V 132-103       | Paul George (24)   | Montrezl Harrell (10) | Jackson, Williams (7) | Staples Center             | 40 - 19 |

| Match | Date match | Équipe          | Score     | Meilleur marqueur  | Meilleur rebondeur   | Meilleur passeur     | Lieux                   | Série   |
| ----- | ---------- | --------------- | --------- | ------------------ | -------------------- | -------------------- | ----------------------- | ------- |
| 60    | 1er mars   | Philadelphie    | V 136-130 | Kawhi Leonard (30) | Montrezl Harrell (9) | Lou Williams (8)     | Staples Center          | 41 - 19 |
| 61    | 3 mars     | @ Oklahoma City | V 109-94  | Kawhi Leonard (25) | Kawhi Leonard (8)    | Lou Williams (4)     | Chesapeake Energy Arena | 42 - 19 |
| 62    | 5 mars     | @ Houston       | V 120-105 | Kawhi Leonard (25) | Ivica Zubac (12)     | Paul George (7)      | Toyota Center           | 43 - 19 |
| 63    | 8 mars     | L.A. Lakers     | D 103-112 | Paul George (31)   | Montrezl Harrell (8) | George, Williams (3) | Staples Center          | 43 - 20 |
| 64    | 10 mars    | @ Golden State  | V 131-107 | Kawhi Leonard (23) | Ivica Zubac (12)     | Trois joueurs (5)    | Chase Center            | 44 - 20 |

| Match | Date match | Équipe              | Score | Meilleur marqueur | Meilleur rebondeur | Meilleur passeur | Lieux                   | Série |
| ----- | ---------- | ------------------- | ----- | ----------------- | ------------------ | ---------------- | ----------------------- | ----- |
| -     | Annulé     | Brooklyn            |       |                   |                    |                  | Staples Center          | -     |
| -     | Annulé     | La Nouvelle-Orléans |       |                   |                    |                  | Staples Center          | -     |
| -     | Annulé     | Dallas              |       |                   |                    |                  | Staples Center          | -     |
| -     | Annulé     | @ Denver            |       |                   |                    |                  | Pepsi Center            | -     |
| -     | Annulé     | Phoenix             |       |                   |                    |                  | Staples Center          | -     |
| -     | Annulé     | @ New York          |       |                   |                    |                  | Madison Square Garden   | -     |
| -     | Annulé     | @ Brooklyn          |       |                   |                    |                  | Barclays Center         | -     |
| -     | Annulé     | @ Détroit           |       |                   |                    |                  | Little Caesars Arena    | -     |
| -     | Annulé     | @ Charlotte         |       |                   |                    |                  | Spectrum Center         | -     |
| -     | Annulé     | Indiana             |       |                   |                    |                  | Staples Center          | -     |
| -     | Annulé     | @ Sacramento        |       |                   |                    |                  | Golden 1 Center         | -     |
| -     | Annulé     | Oklahoma City       |       |                   |                    |                  | Staples Center          | -     |
| -     | Annulé     | Chicago             |       |                   |                    |                  | Staples Center          | -     |
| -     | Annulé     | @ Utah              |       |                   |                    |                  | Vivint Smart Home Arena | -     |
| -     | Annulé     | @ L.A. Lakers       |       |                   |                    |                  | Staples Center          | -     |
| -     | Annulé     | Golden State        |       |                   |                    |                  | Staples Center          | -     |
| -     | Annulé     | Minnesota           |       |                   |                    |                  | Staples Center          | -     |
| -     | Annulé     | @ Portland          |       |                   |                    |                  | Moda Center             | -     |

| Match | Date match | Équipe        | Score     | Meilleur marqueur | Meilleur rebondeur | Meilleur passeur     | Lieux              | Série   |
| ----- | ---------- | ------------- | --------- | ----------------- | ------------------ | -------------------- | ------------------ | ------- |
| 65    | 30 juillet | @ L.A. Lakers | D 101-103 | Paul George (30)  | Reggie Jackson (6) | Jackson, Leonard (4) | AdventHealth Arena | 44 - 21 |

| Match | Date match | Équipe        | Score          | Meilleur marqueur  | Meilleur rebondeur   | Meilleur passeur   | Lieux              | Série   |
| ----- | ---------- | ------------- | -------------- | ------------------ | -------------------- | ------------------ | ------------------ | ------- |
| 66    | 1er août   | New Orleans   | V 126-103      | Paul George (28)   | Ivica Zubac (9)      | Kawhi Leonard (5)  | The Field House    | 45 - 21 |
| 67    | 4 août     | Phoenix       | D 115-117      | Kawhi Leonard (27) | Ivica Zubac (12)     | Lou Williams (6)   | AdventHealth Arena | 45 - 22 |
| 68    | 6 août     | @ Dallas      | V 126-111      | Kawhi Leonard (29) | Ivica Zubac (15)     | Paul George (6)    | The Field House    | 46 - 22 |
| 69    | 8 août     | @ Portland    | V 122-117      | Paul George (21)   | Ivica Zubac (12)     | Reggie Jackson (5) | The Field House    | 47 - 22 |
| 70    | 9 août     | Brooklyn      | D 120-129      | Kawhi Leonard (39) | Ivica Zubac (15)     | Kawhi Leonard (6)  | AdventHealth Arena | 47 - 23 |
| 71    | 12 août    | @ Denver      | V 124-111      | Paul George (27)   | Ivica Zubac (12)     | Lou Williams (7)   | AdventHealth Arena | 48 - 23 |
| 72    | 14 août    | Oklahoma City | V 107-103 (OT) | Terance Mann (25)  | Mann, Patterson (14) | Terance Mann (9)   | The Field House    | 49 - 23 |

### Playoffs
| Playoffs Total: 7-6 (Domicile : 3-4; Extérieur : 4-2) |

| Match | Date match | Équipe   | Score          | Meilleur marqueur  | Meilleur rebondeur    | Meilleur passeur    | Lieux              | Série |
| ----- | ---------- | -------- | -------------- | ------------------ | --------------------- | ------------------- | ------------------ | ----- |
| 1     | 17 août    | Dallas   | V 118-110      | Kawhi Leonard (29) | Kawhi Leonard (12)    | Kawhi Leonard (6)   | AdventHealth Arena | 1 - 0 |
| 2     | 19 août    | Dallas   | D 114-127      | Kawhi Leonard (35) | George, Leonard (10)  | Lou Williams (7)    | AdventHealth Arena | 1 - 1 |
| 3     | 21 août    | @ Dallas | V 130-122      | Kawhi Leonard (36) | George, Leonard (9)   | Kawhi Leonard (8)   | AdventHealth Arena | 2 - 1 |
| 4     | 23 août    | @ Dallas | D 133-135 (OT) | Lou Williams (36)  | Kawhi Leonard (9)     | Lou Williams (5)    | AdventHealth Arena | 2 - 2 |
| 5     | 25 août    | Dallas   | V 154-111      | Paul George (35)   | Montrezl Harrell (11) | Reggie Jackson (5)  | AdventHealth Arena | 3 - 2 |
| 6     | 30 août    | @ Dallas | V 111-97       | Kawhi Leonard (33) | Kawhi Leonard (14)    | George, Leonard (7) | AdventHealth Arena | 4 - 2 |

| Match | Date match   | Équipe   | Score     | Meilleur marqueur     | Meilleur rebondeur  | Meilleur passeur     | Lieux              | Série |
| ----- | ------------ | -------- | --------- | --------------------- | ------------------- | -------------------- | ------------------ | ----- |
| 1     | 3 septembre  | Denver   | V 120-97  | Kawhi Leonard (29)    | Trois joueurs (7)   | George, Williams (4) | AdventHealth Arena | 1 - 0 |
| 2     | 5 septembre  | Denver   | D 101-110 | Paul George (22)      | JaMychal Green (11) | Kawhi Leonard (8)    | AdventHealth Arena | 1 - 1 |
| 3     | 7 septembre  | @ Denver | V 113-107 | Paul George (32)      | Kawhi Leonard (14)  | Kawhi Leonard (6)    | AdventHealth Arena | 2 - 1 |
| 4     | 9 septembre  | @ Denver | V 96-85   | Kawhi Leonard (30)    | Kawhi Leonard (11)  | Kawhi Leonard (9)    | AdventHealth Arena | 3 - 1 |
| 5     | 11 septembre | Denver   | D 105-111 | Kawhi Leonard (36)    | Kawhi Leonard (9)   | Paul George (6)      | The Field House    | 3 - 2 |
| 6     | 13 septembre | @ Denver | D 98-111  | Paul George (33)      | Ivica Zubac (12)    | Kawhi Leonard (5)    | AdventHealth Arena | 3 - 3 |
| 7     | 15 septembre | Denver   | D 89-104  | Montrezl Harrell (20) | Trois joueurs (6)   | Trois joueurs (6)    | AdventHealth Arena | 3 - 4 |

### Confrontations en saison régulière
| Conférence Est      | Conférence Est                             | Conférence Est                             | Conférence Ouest                           | Conférence Ouest                           | Conférence Ouest                           | Conférence Ouest                           | Conférence Ouest                           |
| Division Atlantique | Division Atlantique                        | Division Atlantique                        | Division Nord-Ouest                        | Division Nord-Ouest                        | Division Nord-Ouest                        | Division Nord-Ouest                        | Division Nord-Ouest                        |
| Équipe              | Domicile                                   | Extérieur                                  | Équipe                                     | Domicile                                   | Domicile                                   | Extérieur                                  | Extérieur                                  |
| ------------------- | ------------------------------------------ | ------------------------------------------ | ------------------------------------------ | ------------------------------------------ | ------------------------------------------ | ------------------------------------------ | ------------------------------------------ |
| Boston              | 107-104 (OT)                               | 133-141 (2OT)                              | Denver                                     | 132-103                                    |                                            | 104-114                                    |                                            |
| Brooklyn            |                                            |                                            | Minnesota                                  | 118-106                                    |                                            | 124-117                                    | 115-142                                    |
| New York            | 135-132                                    |                                            | Oklahoma City                              | 90-88                                      |                                            | 112-118                                    | 109-94                                     |
| Philadelphie        | 136-130                                    | 103-110                                    | Portland                                   | 107-101                                    | 117-97                                     |                                            |                                            |
| Toronto             | 98-88                                      | 112-92                                     | Utah                                       | 105-94                                     | 107-120                                    | 96-110                                     |                                            |
| Matchs à Orlando    |                                            |                                            |                                            |                                            |                                            |                                            |                                            |
| Brooklyn            | 120-129                                    |                                            | Denver                                     |                                            |                                            | 124-111                                    |                                            |
|                     |                                            |                                            | Oklahoma City                              | 107-103 (OT)                               |                                            |                                            |                                            |
|                     |                                            |                                            | Portland                                   |                                            |                                            | 122-117                                    |                                            |
|                     | 4–1                                        | 1–2                                        |                                            | 7–1                                        | 7–1                                        | 4–4                                        | 4–4                                        |
| Division            | 5–3                                        | 5–3                                        | Division                                   | 11–5                                       | 11–5                                       | 11–5                                       | 11–5                                       |
| Division Centrale   | Division Centrale                          | Division Centrale                          | Division Pacifique                         | Division Pacifique                         | Division Pacifique                         | Division Pacifique                         | Division Pacifique                         |
| Équipe              | Domicile                                   | Extérieur                                  | Équipe                                     | Domicile                                   | Domicile                                   | Extérieur                                  | Extérieur                                  |
| Chicago             |                                            | 106-109                                    | Golden State                               | 109-100                                    |                                            | 141-122                                    | 131-107                                    |
| Cleveland           | 128-103                                    | 133-92                                     |                                            |                                            |                                            |                                            |                                            |
| Detroit             | 126-112                                    |                                            | L.A. Lakers                                | 112-102                                    | 103-112                                    | 111-106                                    |                                            |
| Indiana             |                                            | 110-99                                     | Phoenix                                    | 120-99                                     |                                            | 122-130                                    | 102-92                                     |
| Milwaukee           | 124-129                                    | 91-119                                     | Sacramento                                 | 103-124                                    | 103-112                                    | 105-87                                     |                                            |
|                     |                                            |                                            | Matchs à Orlando                           |                                            |                                            |                                            |                                            |
|                     |                                            |                                            | L.A. Lakers                                |                                            |                                            | 101-103                                    |                                            |
|                     |                                            |                                            | Phoenix                                    | 115-117                                    |                                            |                                            |                                            |
|                     | 2–1                                        | 2–2                                        |                                            | 3–4                                        | 3–4                                        | 5–2                                        | 5–2                                        |
| Division            | 4–3                                        | 4–3                                        | Division                                   | 8–6                                        | 8–6                                        | 8–6                                        | 8–6                                        |
| Division Sud-Est    | Division Sud-Est                           | Division Sud-Est                           | Division Sud-Ouest                         | Division Sud-Ouest                         | Division Sud-Ouest                         | Division Sud-Ouest                         | Division Sud-Ouest                         |
| Équipe              | Domicile                                   | Extérieur                                  | Équipe                                     | Domicile                                   | Domicile                                   | Extérieur                                  | Extérieur                                  |
| Atlanta             | 150-101                                    | 95-102                                     | Dallas                                     |                                            |                                            | 114-99                                     | 110-107                                    |
| Charlotte           | 111-96                                     |                                            | Houston                                    | 122-119                                    | 117-122                                    | 93-102                                     | 120-105                                    |
| Miami               | 128-111                                    | 122-117                                    | Memphis                                    | 114-140                                    | 124-97                                     | 121-119                                    |                                            |
| Orlando             | 122-95                                     | 112-97                                     | New Orleans                                | 134-109                                    |                                            | 127-132                                    | 133-130                                    |
| Washington          | 150-125                                    | 135-119                                    | San Antonio                                | 103-97                                     | 108-105                                    | 97-107                                     | 134-109                                    |
|                     |                                            |                                            | Matchs à Orlando                           |                                            |                                            |                                            |                                            |
|                     |                                            |                                            | Dallas                                     |                                            |                                            | 126-111                                    |                                            |
|                     |                                            |                                            | New Orleans                                | 126-103                                    |                                            |                                            |                                            |
|                     | 5–0                                        | 3–1                                        |                                            | 6–2                                        | 6–2                                        | 6–3                                        | 6–3                                        |
| Division            | 8–1                                        | 8–1                                        | Division                                   | 12–5                                       | 12–5                                       | 12–5                                       | 12–5                                       |
| Conférence          | 17–7 (Domicile : 11–2; Extérieur : 6–5)    | 17–7 (Domicile : 11–2; Extérieur : 6–5)    | Conférence                                 | 32–16 (Domicile : 16–7; Extérieur : 16–9)  | 32–16 (Domicile : 16–7; Extérieur : 16–9)  | 32–16 (Domicile : 16–7; Extérieur : 16–9)  | 32–16 (Domicile : 16–7; Extérieur : 16–9)  |
| Total               | 49–23 (Domicile : 27–9; Extérieur : 22–14) | 49–23 (Domicile : 27–9; Extérieur : 22–14) | 49–23 (Domicile : 27–9; Extérieur : 22–14) | 49–23 (Domicile : 27–9; Extérieur : 22–14) | 49–23 (Domicile : 27–9; Extérieur : 22–14) | 49–23 (Domicile : 27–9; Extérieur : 22–14) | 49–23 (Domicile : 27–9; Extérieur : 22–14) |

## Classements de la saison régulière
| Conférence Ouest | Conférence Ouest                | Conférence Ouest | Conférence Ouest | Conférence Ouest | Conférence Ouest | Conférence Ouest | Conférence Ouest |
| No               | Franchise                       | Vic.             | Def.             | MJ               | V/D              | GB               |                  |
| ---------------- | ------------------------------- | ---------------- | ---------------- | ---------------- | ---------------- | ---------------- | ---------------- |
| 1                | Lakers de Los Angeles           | 52               | 19               | 71               | .732             | –                |                  |
| 2                | Clippers de Los Angeles         | 49               | 23               | 72               | .681             | 3.5              |                  |
| 3                | Nuggets de Denver               | 46               | 27               | 73               | .630             | 7                |                  |
| 4                | Rockets de Houston              | 44               | 28               | 72               | .611             | 8.5              |                  |
| 5                | Thunder d'Oklahoma City         | 44               | 28               | 72               | .611             | 8.5              |                  |
| 6                | Jazz de l'Utah                  | 44               | 28               | 72               | .611             | 8.5              |                  |
| 7                | Mavericks de Dallas             | 43               | 32               | 75               | .573             | 11               |                  |
| 8                | Trail Blazers de Portland (PI)  | 35               | 39               | 74               | .473             | 18.5             |                  |
|                  |                                 |                  |                  |                  |                  |                  |                  |
| 9                | Grizzlies de Memphis (PI)       | 34               | 39               | 73               | .466             | 19               |                  |
| 10               | Suns de Phoenix                 | 34               | 39               | 73               | .466             | 19               |                  |
| 11               | Spurs de San Antonio            | 32               | 39               | 71               | .451             | 20               |                  |
| 12               | Kings de Sacramento             | 31               | 41               | 72               | .431             | 21.5             |                  |
| 13               | Pelicans de La Nouvelle-Orléans | 30               | 42               | 72               | .417             | 22.5             |                  |
| 14               | Timberwolves du Minnesota       | 19               | 45               | 64               | .297             | 29.5             |                  |
| 15               | Warriors de Golden State        | 15               | 50               | 65               | .231             | 34               |                  |

| Division Pacifique       | V  | D  | MJ | V/D  | GB   | Dom   | Ext   | Div  |
| ------------------------ | -- | -- | -- | ---- | ---- | ----- | ----- | ---- |
| Lakers de Los Angeles    | 52 | 19 | 71 | .732 | –    | 25–10 | 27–9  | 10–3 |
| Clippers de Los Angeles  | 49 | 23 | 72 | .681 | 3.5  | 27–9  | 22–14 | 8–6  |
| Suns de Phoenix          | 34 | 39 | 73 | .466 | 19   | 17–22 | 17–17 | 6–9  |
| Kings de Sacramento      | 31 | 41 | 72 | .431 | 21.5 | 16–19 | 15–22 | 8–5  |
| Warriors de Golden State | 15 | 50 | 65 | .231 | 34   | 8–26  | 7–24  | 2–11 |

## Effectif

### Effectif actuel
| Clippers de Los Angeles Effectif en fin de saison |    |                        |                       |                   |
| Entraîneur : Doc Rivers                           |    |                        |                       |                   |
| Meneur                                            | 21 | Drapeau des États-Unis | Patrick Beverley      | Arkansas          |
| Meneur / Arrière                                  | 7  | Drapeau des États-Unis | Amir Coffey (R) (TW)  | Minnesota         |
| Ailier                                            | 13 | Drapeau des États-Unis | Paul George           | Fresno State      |
| Ailier fort                                       | 4  | Drapeau des États-Unis | JaMychal Green        | Alabama           |
| Ailier fort / Pivot                               | 5  | Drapeau des États-Unis | Montrezl Harrell      | Louisville        |
| Meneur                                            | 1  | Drapeau des États-Unis | Reggie Jackson        | Boston College    |
| Ailier fort / Pivot                               | 25 | /                      | Mfiondu Kabengele (R) | Florida State     |
| Ailier                                            | 2  | Drapeau des États-Unis | Kawhi Leonard         | San Diego State   |
| Arrière / Ailier                                  | 14 | Drapeau des États-Unis | Terance Mann (R)      | Florida State     |
| Arrière / Ailier                                  | 19 | Drapeau des États-Unis | Rodney McGruder       | Kansas State      |
| Ailier / Ailier fort                              | 31 | Drapeau des États-Unis | Marcus Morris         | Kansas            |
| Ailier fort                                       | 15 | Drapeau des États-Unis | Johnathan Motley (TW) | Baylor            |
| Pivot                                             | 55 | /                      | Joakim Noah           | Florida           |
| Ailier fort                                       | 54 | Drapeau des États-Unis | Patrick Patterson     | Kentucky          |
| Arrière                                           | 20 | Drapeau des États-Unis | Landry Shamet         | Wichita State     |
| Meneur / Arrière                                  | 23 | Drapeau des États-Unis | Lou Williams          | South Gwinnett HS |
| Pivot                                             | 40 | Drapeau de la Croatie  | Ivica Zubac           | KK Mega Leks      |
| (R) - Rookie, (TW) - Two-way contract, Blessé     |    |                        |                       |                   |

## Récompenses durant la saison
Récapitulatif des récompenses obtenues par les joueurs de l'équipe durant la saison.
| Date                    | Joueur           | Récompense                                    |
| ----------------------- | ---------------- | --------------------------------------------- |
| 13 janvier - 19 janvier | Kawhi Leonard    | Joueur de la semaine dans la conférence Ouest |
| 16 février              | Kawhi Leonard    | ☆ All-Star 2020 ☆                             |
| 4 septembre             | Montrezl Harrell | NBA Sixth Man of the Year                     |
| 9 septembre             | Patrick Beverley | NBA All-Defensive Second Team                 |
| 9 septembre             | Kawhi Leonard    | NBA All-Defensive Second Team                 |
| 16 septembre            | Kawhi Leonard    | All-NBA Second Team                           |
| 8 octobre               | Lawrence Frank   | NBA Executive of the Year                     |

## Transactions
Le détail des différents contrats signés par l'équipe est disponible dans la section supérieure des contrats des joueurs, avec les montants des salaires.

### Échanges
| Juin       | Juin | Juin | Juin   |
| ---------- | --- | --- | ------ |
| 21 juin    | Vers les Clippers de Los Angeles - Droits sur Mfiondu Kabengele (#27) | Vers les Nets de Brooklyn - Droits sur Jaylen Hands (#56) - Premier tour de draft 2020 protégé (de Philadelphie) | [ 6 ]  |
| Juillet    | | |        |
| 6 juillet  | Échange à quatre équipes | Échange à quatre équipes | [ 7 ]  |
| 6 juillet  | Vers les Clippers de Los Angeles - Maurice Harkless (De Portland) - Droits sur Mathias Lessort (2017/#32) (De Philadelphie) - Premier tour de draft 2023 protégé (De Miami) | Vers le Heat de Miami - Jimmy Butler (sign and trade) (De Philadelphie) - Meyers Leonard (De Portland) - Compensation financière de 110 000 $ (Des Clippers) | [ 7 ]  |
| 6 juillet  | Vers le Trail Blazers de Portland - Hassan Whiteside (De Miami) | Vers les 76ers de Philadelphie - Josh Richardson (De Miami) | [ 7 ]  |
| 10 juillet | Vers les Clippers de Los Angeles - Paul George | Vers le Thunder d'Oklahoma City - Danilo Gallinari - Shai Gilgeous-Alexander - Premier tour de draft 2021 (de Miami) - Premier tour de draft 2022 - Premier tour de draft 2023 protégé (de Miami) - Premier tour de draft 2024 - Premier tour de draft 2026 - Droits d'échange des premiers tours de draft 2023 et 2025 | [ 8 ]  |
| Février    | | |        |
| 6 février  | Échange à trois équipes | Échange à trois équipes | [ 9 ]  |
| 6 février  | Vers les Clippers de Los Angeles - Marcus Morris (De New York) - Isaiah Thomas (De Washington)                                                                              | Vers les Knicks de New York - Maurice Harkless (Des Clippers) - Premier tour de draft 2020 (Des Clippers) - Premier tour de draft 2021 protégé (Des Clippers) - Second tour de draft 2021 de Détroit (Des Clippers) - Droits sur Issuf Sanon (De Washington)                                                            | [ 9 ]  |
| 6 février  | Vers les Wizards de Washington - Jerome Robinson (Des Clippers) | | [ 9 ]  |
| 6 février  | Vers les Clippers de Los Angeles - Second tour de draft 2022 protégé | Vers les Hawks d'Atlanta - Derrick Walton - Compensation financière de 1 313 576 $ | [ 10 ] |

### Joueurs qui re-signent
| Date       | Joueur           |
| ---------- | ---------------- |
| 10/07/2019 | Rodney McGruder  |
| 10/07/2019 | Ivica Zubac      |
| 11/07/2019 | Patrick Beverley |
| 18/07/2019 | JaMychal Green   |

### Options dans les contrats
| Date       | Joueur          | Option                                                                          |
| ---------- | --------------- | ------------------------------------------------------------------------------- |
| 29/10/2019 | Jerome Robinson | Los Angeles active son option d'équipe de 3 737 520 $ pour la saison 2020-2021. |
| 29/10/2019 | Landry Shamet   | Los Angeles active son option d'équipe de 2 090 040 $ pour la saison 2020-2021. |

## Arrivées

### Draft
| Date       | Joueur                  | Provenance                        |
| ---------- | ----------------------- | --------------------------------- |
| 09/07/2019 | Mfiondu Kabengele (#27) | Seminoles de Florida State (NCAA) |
| 09/07/2019 | Terance Mann (#48)      | Seminoles de Florida State (NCAA) |

### Agents libres
| Date       | Joueur            | Provenance                                    |
| ---------- | ----------------- | --------------------------------------------- |
| 09/07/2019 | Kawhi Leonard     | Raptors de Toronto                            |
| 25/07/2019 | Derrick Walton    | ALBA Berlin                                   |
| 02/08/2019 | James Palmer Jr.  | Cornhuskers du Nebraska (NCAA)                |
| 15/08/2019 | Patrick Patterson | Thunder d'Oklahoma City                       |
| 21/08/2019 | Terry Larrier     | Huskies du Connecticut (NCAA)                 |
| 27/08/2019 | Donte Grantham    | Thunder d'Oklahoma City (NCAA)                |
| 16/10/2019 | B. J. Taylor      | Knights d'UCF (NCAA)                          |
| 20/02/2019 | Reggie Jackson    | Pistons de Détroit                            |
| 27/06/2020 | Joakim Noah       | Clippers de Los Angeles (Contrat de 10 jours) |

### Contrats de 10 jours
| Date       | Joueur      | Provenance           |
| ---------- | ----------- | -------------------- |
| 09/03/2020 | Joakim Noah | Grizzlies de Memphis |

### Two-way contracts
| Date       | Joueur           | Provenance                                 |
| ---------- | ---------------- | ------------------------------------------ |
| 09/07/2019 | Amir Coffey      | Golden Gophers du Minnesota (NCAA)         |
| 24/07/2019 | Johnathan Motley | Clippers de Los Angeles (Two-way contract) |

## Départs

### Agents libres
| Date       | Joueur          | Nouvelle équipe ¹      |
| ---------- | --------------- | ---------------------- |
| 08/07/2019 | Wilson Chandler | Nets de Brooklyn       |
| 08/07/2019 | Garrett Temple  | Nets de Brooklyn       |
| 13/07/2019 | Miloš Teodosić  | Virtus Bologne         |
| 08/08/2019 | Ángel Delgado   | Beijing Royal Fighters |
| 18/10/2019 | Justin Bibbs    | Cavaliers de Cleveland |

### Joueurs coupés
| Date       | Joueur              | Nouvelle équipe ¹         |
| ---------- | ------------------- | ------------------------- |
| 06/07/2019 | Sindarius Thornwell | Cavaliers de Cleveland    |
| 06/07/2019 | Tyrone Wallace      | Timberwolves du Minnesota |
| 08/02/2020 | Isaiah Thomas       |                           |

¹ Il s'agit de l’équipe pour laquelle le joueur a signé après son départ, il a pu entre-temps changer d'équipe ou encore de pays.

### Joueurs non retenus au training camp
Liste des joueurs non retenus pour commencer la saison NBA.
| Joueur           |
| ---------------- |
| Donte Grantham   |
| Terry Larrier    |
| James Palmer Jr. |
| B. J. Taylor     |

## Situation à la fin de saison

### Joueurs "agents libres"
| Joueur            | Fin de saison         |
| ----------------- | --------------------- |
| Montrezl Harrell  | Agent libre           |
| Reggie Jackson    | Agent libre           |
| Marcus Morris     | Agent libre           |
| Johnathan Motley  | Agent libre restreint |
| Patrick Patterson | Agent libre           |

### Options en fin de saison
| Joueur         | Fin de saison  |
| -------------- | -------------- |
| JaMychal Green | Option joueur. |